# (5903) 1989 AN1
1989 أي أن 1 (ويعرف أيضًا باسم (5903) 1989 أي أن 1 وفق تسمية الكوكب الصغير) (بالإنجليزية: 1989 AN1)‏ هو كويكب ضمن حزام الكويكبات؛ وترتيبه 5903 من حيث الاكتشاف.
اكتُشف هذا الجُرم الفلكي بواسطة هيروشي كانيدا في 6 يناير 1989.

## وصلات خارجية
- (5903) 1989 AN1 في قاعدة بيانات مختبر الدفع النفاث لأجرام النظام الشمسي الصغيرة

- الاكتشاف · مخطط المدار ·  العناصر المدارية · المعلمات المادية

- (5903) 1989 AN1 على موقع ويكي سكاي: DSS2, SDSS, GALEX, IRAS, Hydrogen α, X-Ray, Astrophoto, Sky Map, Articles and images